# Johann Eduard Wappäus

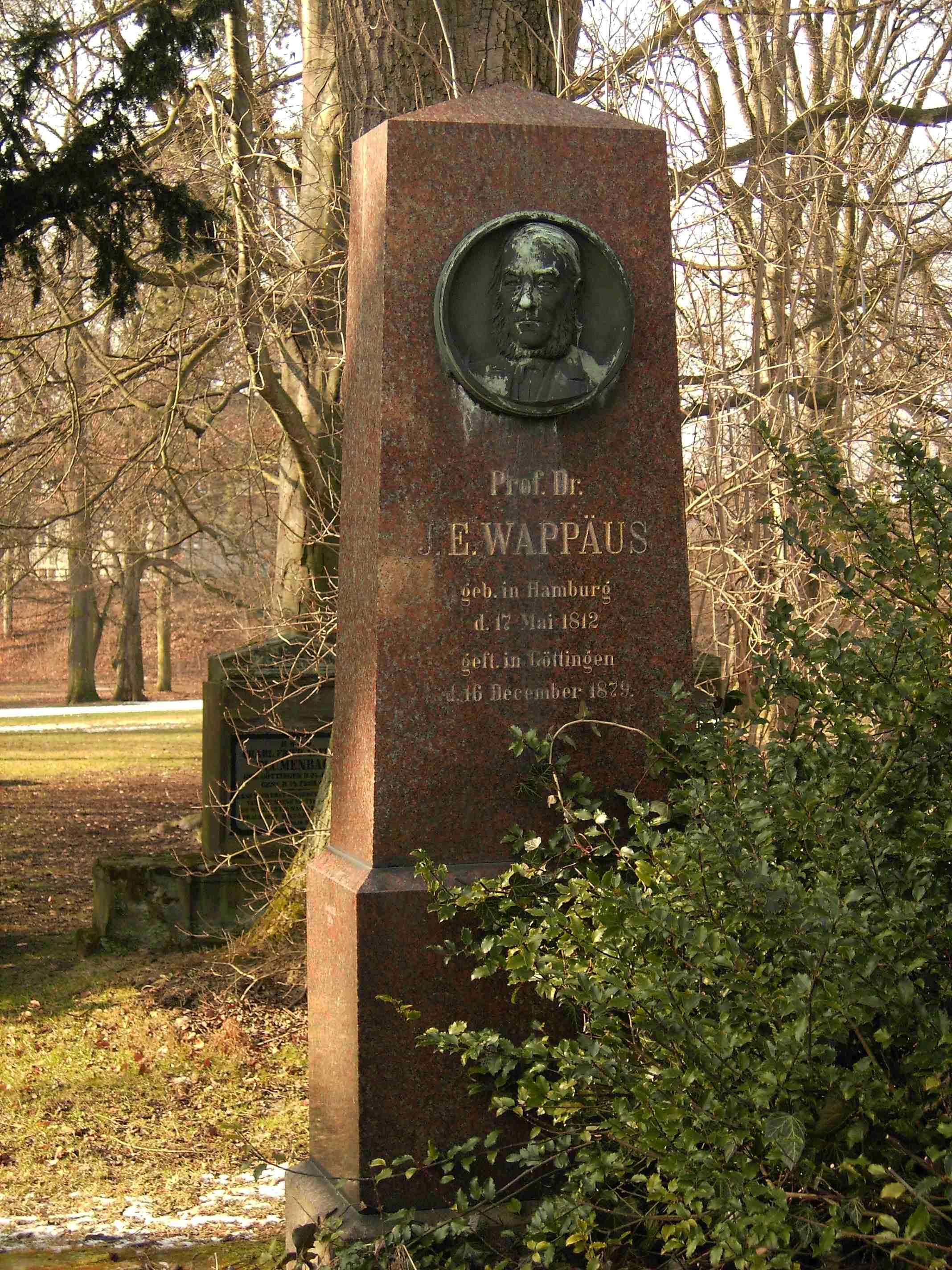
Sepultura de Wappäus no Albani-Friedhof em Göttingen

Johann Eduard Wappäus (Hamburgo, 17 de maio de 1812 – Göttingen, 16 de dezembro de 1879) foi um geógrafo e estatístico alemão.

## Biografia
Filho de um armador, estudou na Universidade de Göttingen e na Universidade de Berlim, onde foi aluno de Carl Ritter. Em 1833–1834 participou de uma viagem exploratória a Cabo Verde e Brasil. Em 1842 casou com Sophie Frederike Wehner (1822 – 1846), uma das filhas de Johann Andreas Wehner. Em 1838 obteve a habilitação como Privatdozent em Göttingen, onde foi em 1845 professor extraordinário, em 1854 professor ordinário, em onde morreu em 16 de dezembro de 1879.
Em 1847 assumiu a redação da 7.a edição do Handbuch der Geographie und Statistik" de Christian Gottfried Daniel Stein e Ferdinand Hörschelmann, para a qual editou os temas versando sobre Geografia Geral (Leipzig 1849), América do Norte (1855), América Central e do Sul (1858 a 1867) e Brasil (1871).
Editou os Briefwechsel zwischen Johann Friedrich Ludwig Hausmann e Carl Ritter (Leipzig 1879). Suas aulas sobre estática foram publicadas por Otto Gandil com o título Einleitung in das Studium der Statistik (Leipzig 1881).

## Obras
- Untersuchungen über die geographischen Entdeckungen der Portugiesen unter Heinrich dem Seefahrer (1. Teil, Göttingen. 1842);
- Die Republiken von Südamerika (1. Abt.: Venezuela, Göttingen 1843);
- Deutsche Auswanderung und Kolonisation  (Leipzig 1846 u. 1848, 2 Teile);
- Allgemeine Bevölkerungsstatistik (Leipzig 1859–61, 2 Bde.), ein auf seinem Gebiet grundlegendes Werk;
- Über den Begriff und die statistische Bedeutung der mittlern Lebensdauer (Göttingen 1860).